# Josef Sýkora (politik)
Josef Sýkora (21. ledna 1851 Krmelín – 21. září 1920 Stará Ves) byl rakouský politik z Moravy; poslanec Moravského zemského sněmu.

## Biografie
Byl rolníkem v domě čp. 40 ve Staré Vsi. 26. října 1875 se jeho manželkou stala Johanna Dlouhá, dcera Vincence Dlouhého, rolníka ve Staré Vsi. Sýkora se tehdy uváděl jako Josef Sikora, rezervní poddůstojník 1. pěšího pluku, syn Petra Sikory, zahradníka v Krmelíně. Bylo mu 24 let a devět měsíců.
Ve svých třiceti letech se stal starostou Staré Vsi. Od roku 1880 trvale po dobu více než dvaceti let působil v obecním zastupitelstvu. Byl rovněž předsedou místní školní rady a místopředsedou brušperského zdravotního obvodu. Za jeho působení došlo roku 1892 k otevření nové budovy školy. V roce 1900 byl v obci založen Spořitelní a záloženský spolek. Sýkora usedl do představenstva tohoto finančního ústavu. Starostou obce byl až do roku 1918, kdy byl podle dobového tisku donucen se vzdát funkce. Obecní kronika z 20. let 20. století k tomu uvádí, že šlo o vynucenou rezignaci ze strany politických úřadů kvůli údajné Sýkorově netečnosti vůči dokončení rozestavěné školy.
Koncem 19. století se zapojil i do vysoké politiky. V zemských volbách v roce 1896 byl zvolen na Moravský zemský sněm, kde zastupoval kurii venkovských obcí, obvod Místek, Moravská Ostrava, Frenštát. Mandát zde obhájil v zemských volbách v roce 1902. V roce 1896 se na sněm dostal jako kandidát Katolické strany národní na Moravě coby jeden ze čtyř jejích prvních úspěšných kandidátů. V roce 1898 přistoupil Sýkora a dále poslanci Vincenc Ševčík, František Důbrava a František Weber na sněmu do poslaneckého klubu českých poslanců. V zemských volbách v roce 1902 nicméně kandidoval opět jako klerikální kandidát a porazil českého kompromisního kandidáta Edmunda Palkovského.